# عماد الدوسري (لاعب كرة قدم مواليد 1990)
عماد أحمد الدوسري لاعب كرة قدم سعودي في خط الوسط.
لعب سابقاً في نادي النهضة ونادي الاتفاق ونادي الفيحاء و نادي الترجي و نادي الثقبة.